# Glatigny (Oise)
Glatigny ist eine französische Gemeinde mit 217 Einwohnern (Stand 1. Januar 2022) im Département Oise in der Region Hauts-de-France. Die Gemeinde liegt im Arrondissement Beauvais und ist Teil der Communauté de communes de la Picardie Verte und des Kantons Grandvilliers.

## Geographie
Die Gemeinde im Pays de Bray liegt rund 15 Kilometer nordwestlich von Beauvais und neun Kilometer südöstlich von Songeons.

## Einwohner
| 1962 | 1968 | 1975 | 1982 | 1990 | 1999 | 2006 | 2011 |
| ---- | ---- | ---- | ---- | ---- | ---- | ---- | ---- |
| 148  | 130  | 114  | 104  | 133  | 150  | 153  | 216  |

## Verwaltung
Bürgermeister (maire) ist seit 2010 Jean-Luc Blatier.

## Sehenswürdigkeiten
- Kirche Saint-Nicolas aus dem 18. Jahrhundert[1]